# Futurama
Futurama este un sitcom științifico-fantastic animat american creat de Matt Groening și dezvoltat de Groening și David X. Cohen pentru Fox Broadcasting Company și mai târziu readus de Comedy Central și apoi de Hulu. Serialul urmărește aventurile leneșului profesionist Philip J. Fry, care este conservat criogenic pentru o mie de ani și readus la viață pe 31 decembrie 2999. Fry găsește de lucru la o companie interplanetară de curierat, lucrând alături de Leela cu un singur ochi și Bender robotul. Serialul a fost conceput în anii 1990 de Groening în timp ce lucra la Familia Simpson; el a adus pe David X. Cohen să dezvolte poveștile și personajele ca să prezinte serialul la Fox.
Urmând anulării sale inițiale la Fox, Futurama a început să fie redifuzat pe Adult Swim, blocul de program al Cartoon Network, și a durat între 2003 și 2007. A fost readus în 2007 ca o serie de patru filme direct-pe-video, ultimul având premiera la începutul lui 2009. Comedy Central a intrat într-un acord cu 20th Century Fox Television ca să difuzeze filmele ca 16 episoade noi de jumătate de oră, alcătuind al cincilea sezon.
În iunie 2009, Comedy Central a preluat serialul pentru al sașelea sezon cu 26 de episoade noi de jumătate de oră, care au început să fie difuzate din 2010 până în 2011. Serialul a fost reînnoit pentru al șaptelea sezon, cu prima jumătate difuzată în 2012 iar a doua în 2013. Un episod audio alături de distribuția originală a fost lansat în 2017 ca un episod al The Nerdist Podcast. Pe 9 februarie 2022, Hulu a comandat al optulea sezon cu 20 de episoade noi, care a avut premiera pe 24 iulie 2023.
Futurama a fost primit cu laude în timpul difuzării sale și a fost nominalizat la 17 Premii Annie, câștigând nouă, și 12 Premii Emmy, câștigând șase. A fost nominalizat de patru ori la Premiile Sindicatului Scenariștilor Americani, câștigând două. A fost nominalizat pentru un Premiu Nebula și a primit două Premii Media de Mediu. Mărfurile includ o serie de cărți de benzi desenate, jocuri video, calendare, îmbrăcăminte și figurine. În 2013, TV Guide a evaluat Futurama ca fiind în topul celor 60 Cele Mai Bune Desene Animate TV din Toate Timpurile.

## Personaje și actori
Acțiunea serialului Futurama este centrată pe compania de livrări Planet Express și pe angajații acesteia, un grup care nu se conformează societății viitorului. Personajele centrale din majoritatea episoadelor sunt Fry, Leela și Bender, dar apar și acțiuni ce implică celelalte personaje principale. 
Philip J. Fry (Billy West)Fry este un tânăr needucat, care nu a terminat colegiul și care se ocupa cu livrări de pizza. Fry cade într-un tub criogenic dintr-un laborator în noaptea de revelion a anului 2000 și se trezește pe 31 decembrie 2999. În 2999, se angajează la compania de livrări a singurei sale rude, profesorul Hubert J. Farnsworth. În episodul Roswell That Ends Well, Fry devine propriul său bunic, ceea ce îl face să fie singurul om care nu are o undă cerebrală delta, rezistând la atacurile mentale ale Creierelor. Fry este prietenul cel mai bun al lui Bender și locuiește în debaraua din apartamentul acestuia (apartamentul lui Bender are un metru pătrat, dar debaraua este o cameră spațioasă cu fereastră). Are sentimente pentru Leela, dar pe care nu știe să și le manifeste sau să și le exprime.
Turanga Leela (Katey Sagal)Este căpitanul navei cu care se fac livrările. Abandonată în copilărie, a crescut la un orfelinat, crezând că este un extraterestru de pe o altă planetă, dar află mai târziu că părinții ei sunt de fapt mutanți care trăiesc în canalizarea orașului. Ea conduce nava Planet Express, deși faptul că are un singur ochi o împiedică să se orienteze în spațiu și să perceapă corect distanțele, ceea ce este scos în evidență de mai multe ori.
Bender Bending Rodríguez (John DiMaggio)Bender este un robot alcoolic, afemeiat, cleptoman și egocentric, cel mai bun prieten al lui Fry. Deși este robot, Bender este unul dintre cele mai complexe și pline de contradicții personaje ale serialului. Se ocupă în mod constant de diverse acțiuni ilegale, de la furturi mărunte la proxenetism și trafic de copii. În secret, își dorește să fie cântăreț folk sau bucătar (deși nu posedă simțul gustului).
Profesorul Hubert J. Farnsworth sau The Professor (Billy West)Este stră, stră, stră...stră-nepotul lui Fry, conduce firma de distribuție spațială Planet Express, pe care a fondat-o pentru a-și finanța experimentele sale științifice la limita moralității (deși compania este de multe ori în pragul falimentului). La 160 de ani, arată semne vizibile de senilitate. Invențiile sale au avut un impact mare asupra omenirii: el a inventat cristalul care a transformat materia întunecată în combustibil pentru navele spațiale, precum și un precursor al modelelor de roboți care în secolul al XXXI-lea populează lumea. Invenția sa, miroscopul, un dispozitiv care detectează mirosurile din univers, este folosită în multe situații importante, contribuind și la salvarea orașului New New York de un meteorit format din gunoaie. Adesea, anunță Vești bune pentru toți, după care aduce vești proaste sau trimite echipajul în misiuni deosebit de periculoase.
Hermes Conrad (Phil LaMarr)Este contabilul jamaican al firmei Planet Express, birocrat de rangul 37. Este fost campion olimpic la limbo, eternul său rival fiind Barbados Slim.
Dr. John D. Zoidberg (Billy West)Medicul firmei este un extraterestru cu caracteristici combinate din mai multe specii de animale marine. Contrar ideii că medicii sunt bogați, Zoidberg este plătit foarte modest de Farnsworth, și trăiește mâncând de prin gunoaie. Deși locuiește de multă vreme pe Pământ, nu are cunoștințe elementare de anatomie umană, ceea ce face din el un medic total incompetent.
Amy Wong (Lauren Tom)Amy este fiica lui Leo și Ines Wong, proprietarii emisferei vestice a planetei Marte și studentă a profesorului Farnsworth la Universitatea de pe Marte.
| Actori vocali                                                             | Actori vocali | Actori vocali    | Actori vocali   | Actori vocali        | Actori vocali     | Actori vocali          | Actori vocali    |
| ------------------------------------------------------------------------- | ------------- | ---------------- | --------------- | -------------------- | ----------------- | ---------------------- | ---------------- |
| Billy West                                                                | Katey Sagal   | John DiMaggio    | Tress MacNeille | Maurice LaMarche     | Lauren Tom        | Phil LaMarr            |                  |
| Billy West                                                                | Katey Sagal   | John DiMaggio    | Tress MacNeille | Maurice LaMarche     | Lauren Tom        | Phil LaMarr            | David Herman     |
| Philip Fry, Profesor Farnsworth, Doctor Zoidberg, Zapp Brannigan și alții | Leela         | Bender, și alții | Mama, și alții  | Kif Kroker, și alții | Amy Wong și alții | Hermes Conrad și alții | Scruffy și alții |

## Lumea viitorului din Futurama
Acțiunea serialului Futurama are loc în New New York, la începutul secolului al XXXI-lea, într-o epocă plină de minuni ale tehnologiei. Orașul New New York a fost construit peste ruinele orașului New York de astăzi, oraș denumit „Old New York” (Vechiul New York, spre deosebire de Noul New York). Arhitectura este similară cu stilul Googie. Încălzirea globală, birocrația rigidă și abuzul de droguri sunt câteva dintre subiectele cărora filmul le dă o exagerare în contextul secolului XXXI, într-o lume în care problemele au devenit mai extreme și mai răspândite.
S-au făcut numeroase progrese tehnologice între prezent și secolul al XXXI-lea. O tehnologie ce permite păstrarea capetelor umane în viață în borcane a fost inventată de Ron Popeil (care a apărut în episodul A Big Piece of Garbage) ceea ce are ca rezultat apariția mai multor figuri istorice și celebrități ale zilei de astăzi; aceasta a devenit scuza scenariștilor pentru a caricaturiza și a ironiza celebrități. În mod curios, câteva dintre capetele ținute în viață în borcane sunt ale unor oameni care au murit cu mult înainte de apariția acestei tehnologii; unul dintre exemplele cele mai evidente ale acestei anomalii este cel al președintelui Pământului, Richard Nixon, care a murit în 1994. Internetul, deși cuprinde toate simțurile într-o realitate virtuală—cu propria sa lume virtuală, este lent și constă în mare parte din materiale pornografice, reclame, și camere de chat „murdare”. O parte din Internet cuprinde parțial și material educativ pentru tineri. Televiziunea este în continuare principala formă de distracție. Roboții inteligenți sunt omniprezenți, și sunt principala cauză a încălzirii globale, din cauza faptului că sunt alimentați cu alcool. Roata nu se mai folosește (Fry este singurul care mai are idee cum se construiește), fiind uitată și înlocuită cu mașini cu levitație și cu o rețea de tuburi pneumatice de transport.
Încă mai există animale din ziua de astăzi, dar împreună cu alte animale extraterestre, mutante, mixte (uneori chiar corcite cu oameni). Bufnițele sunt principalul animal dăunător de pe lângă casa omului, în locul șobolanului, deși șobolanii nu au dispărut complet. Pământul suferă de pe urma emisiei de gaze de seră, efectele fiind însă atenuate prin plasarea în ocean a unui uriaș cub de gheață, adus de pe cometa Halley.
Există și erori de continuitate, făcute cu bună știință de scenariști, cu scopul de a face mai multe glume. De exemplu, deși episodul pilot sugerează că echipajul anterior al navei Planet Express a fost omorât de viespi spațiale, episodul „The Sting” se bazează pe ideea că era vorba de fapt de albine spațiale. „Lumea zilei de mâine” este folosită pentru a scoate în evidență și a caricaturiza probleme ale zilei de azi și a parodia filmele și literatura science fiction.

### Societatea și cultura
Pământul este descris ca fiind o lume multiculturală, în care personajele principale interacționează cu o gamă largă de oameni, roboți și extratereștri. În unele feluri, viitorul Futurama este mai avansat decât vremea lui Fry și a spectatorilor. Cu toate acestea, societatea se confruntă cu aceleași tipuri de probleme, greșeli și prejudecăți ca și în prezent. Roboții formează cea mai mare „minoritate” din serial. Deși câțiva dintre roboți sunt membri înstăriți ai înaltei societăți, roboții sunt văzuți în general ca cetățeni de rangul al doilea.   Majoritatea roboților sunt inteligenți și au primit libertate și liber arbitru. Totuși, în perioade de criză, roboților li se înlătură liberul arbitru, prin activarea „circuitelor de patriotism”, care îi forțează să lupte în armată în războaie. Mutanții din canalizare sunt ființe umane care au suferit mutații și sunt obligate de lege să trăiască în canalizare, până într-un episod în care, în frunte cu Leela, se răscoală și își revendică și obțin dreptul de a ieși la suprafață.
Religia este o componentă semnificativă a societății, religiile dominante de astăzi suferind modificări. O unificare a principalelor grupuri religioase ale secolului al XX-lea a avut ca rezultat apariția Primei Biserici Amalgamate, dar este doar una dintre principalele religii ale secolului al XXXI-lea, alături de Voodoo, oprahism, robotologie, religia interzisă a fanilor Star Trek. Printre figurile religioase din serial se numără Părintele Changstein-El-Gamal, Robotul Diavol, Reverend Preacherbot și există referiri la un Papă Spațial, care, aparent în mod tradițional, este o reptilă. Deși doar câteva episoade se concentrează pe aspectele religioase din universul Futurama, ele acoperă numeroase subiecte ca predestinarea, rugăciunea, natura mântuirii, și convertirea religioasă.

Drapelul pământican, „Ol' Freebie”.

Pământul are un guvern unit, condus de Președintele Pământului, care, începând cu sezonul 2, este capul lui Richard Nixon. Capitala Pământului este Washington, D.C., și drapelul Pământului este asemănător cu cel al Statelor Unite, în care o imagine a pământului este pusă în locul celor cincizeci de stele. Deși unită sub un singur guvern, se manifestă patriotismul local în unele foste țări, cum este Jamaica; cultura prezentată în Futurama este concentrată puternic pe America, acțiunea de pe Pământ rareori desfășurându-se în alte părți ale lumii. Engleza este principala limbă vorbită în univers.
Ordinul Democratic al Planetelor (în engleză Democratic Order Of Planets, D.O.O.P.) este o organizație fictivă din universul Futurama, și care este comparată cu Națiunile Unite și cu Federația Unită a Planetelor din universul Star Trek. Multe alte galaxii au fost colonizate până în anul 3000. Marte a fost terraformată și acolo se află Universitatea de pe Marte și trăiesc triburi de extratereștri ce se aseamănă în obiceiuri cu amerindienii.
Sărbătoarea națională a Pământului este Ziua Libertății, în care cetățenii au dreptul să facă orice doresc. O altă sărbătoare prezentată adesea în serial este Crăciunul, a cărui semnificație a fost profund alterată prin construirea unui robot Moș Crăciun care consideră că nimeni nu este cuminte și nu merită cadouri, atacând cu violență pe oricine. În mod tradițional, oamenii împodobesc pomul de Crăciun, după care se baricadează îngroziți în case. Moșul robot trăiește pe Neptun, planetă care, în Futurama, este una friguroasă, dar locuibilă.

### Lingvistica

Limba extraterestră 1 și caracterele echivalente latinești.

Există trei alfabete alternative ce apar adesea în fundalul episoadelor, sub formă de graffiti, reclame sau mesaje de atenționare. Aproape toate mesajele ce folosesc grafii alternative pot fi transliterate direct în engleză. Primul alfabet constă din caractere abstracte, și este un simplu cifru cu substituție al alfabetului latin. Al doilea alfabet utilizează un cod mai complex, cu adunare în clase de resturi, unde „litera următoare este suma literelor anterioare plus litera curentă”. Codurile furnizează adesea glume suplimentare pentru fanii care încearcă să decodifice mesajele. Pe lângă aceste alfabete, multe din celelalte mesaje folosesc alfabetele latine.
Câteva expresii din engleză au evoluat. De exemplu, cuvântul Christmas a fost înlocuit cu Xmas (pronunțat „EX-mas”) iar cuvântul ask cu aks. David X. Cohen a spus că se sugerează în serial că limba franceză este o limbă moartă în universul Futurama (deși cultura franceză s-a păstrat), cum este în prezent limba latină. În varianta de limbă franceză a serialului, germana este limba moartă.

## Umorul
Serialul folosește o gamă largă de tipuri de umor, printre care: autoironia, umorul negru, umorul cu tentă sexuală, umorul prin hiperbolă, și umorul sec; sursa sa principală de umor este prezentarea satirică a vieții de zi cu zi în viitor și comparațiile parodice cu prezentul. Matt Groening spune că, de la concepția serialului, scopul a fost să ia ceea ce pare a fi, la suprafață, o simplă comedie și să arate că la baza ei stau „concepte literare legitime science-fiction”. Serialul pune în contrast umorul frust cu cel sofisticat; de exemplu, fraza emblematică a lui Bender este insulta „Bite my shiny metal ass” („Să mă muști de fundul metalic lucios”) și cel mai îngrozitor coșmar al lui este o apariție a numărului 2, glumă ce face referire la sistemul de numerație binar.
Serialul și-a format numeroși fani și datorită numeroaselor glume subtile, majoritatea îndreptate spre publicul educat. În comentariile de pe DVD-uri, David X. Cohen arată și uneori explică cele mai subtile glume. Printre aceste glume se numără unele matematice—cum ar fi „cinematograful Loew {\displaystyle \aleph _{0}}-plex" (aleph-zero-plex), ca și diverse forme de umor science fiction—de exemplu, profesorul Farnsworth se plânge că oficialii unei curse de cai terminată la quantum finish „au schimbat rezultatul măsurându-l”, o referire la efectul de observator din mecanica cuantică. De-a lungul rulării sale, serialul a făcut referiri la cromodinamica cuantică (prin apariția adezivului marca Forța Tare), informatică (două cărți separate aflate într-o bibliotecă, pe cotorul cărora scrie P, respectiv NP, cu referire la posibilitatea ca clasele de probleme P și NP-complete să fie distincte), electronică și genetică (o referire la ARN—acidul robo-nucleic al lui Bender). Adesea apar referiri subtile la unele opere clasice de science fiction, cel mai adesea la Star Trek—dar și altele, ca referirea la originea cuvântului robot, prin existența unei planete dominate de roboți și denumită Chapek 9, sau monolitul negru pe care scrie „Defect”, aflat pe orbita planetei Jupiter (referire la seria lui Arthur C. Clarke, Odiseea spațială). Bender și Fry urmăresc un program TV intitulat The Scary Door, o pastișă ce parodiază Zona crepusculară. Printre referirile la Star Trek se numără utilizarea de efecte sonore din seria clasică a acestui serial, de exemplu la orice ușă automată, și unele dispozitive electronice. Există și multe referințe la Star Trek: The Next Generation, precum Insula Commandorul Riker, și învierea hologramelor din Holoșopron, inclusiv cea a profesorului Moriarty. Există și numeroase referiri la povestirea lui Kurt Vonnegut Jr., Welcome to the Monkey House, prin introducerea cabinelor de sinucidere și prin faptul că Mama, a cărei companie fabrică aceste cabine, poartă de regulă același costum violet cu cizme de piele ca și „asistentele de sinucidere” din povestire.